# 歌え!一億
『歌え!一億』（うたえ いちおく）は、1965年10月4日から同年12月27日までフジテレビ系列局で放送されていたフジテレビ製作の歌謡バラエティ番組である。日本レイヨン（現・ユニチカ）の一社提供。放送時間は毎週月曜 19:30 - 20:00 （日本標準時）。

## 概要
毎回当時のキングレコード所属歌手たちが出演していた番組で、伊東ゆかりが司会を務めていた。他にザ・ドリフターズがレギュラー出演しており、フジテレビでは初のドリフのレギュラー番組となった。内容は歌手たちによる歌のほか、視聴者参加型ののど自慢企画、ドリフによるお笑い企画、芸能ゴシップ関連の企画と盛り沢山であった。
視聴率が伸びず、スポンサー（日本レイヨン=現：ユニチカ。一社提供）と局スタッフ、ドリフのメンバーを集めた会議にて、高木ブーが大いびきをかきながら居眠りをしてしまい、スポンサーを激怒させて番組終了となった。
1965年10月3日付のサンケイ新聞には、『勝ち抜きエレキ合戦』と『爆笑ダイヤモンドショー』（第1期）の宣伝広告とともに本番組の宣伝広告が掲載されているが、それには「加藤英文（加藤茶の本名・前芸名）とドリフターズ」と、当時は加藤がドリフの中心的存在であったことを示す記述がある。
| フジテレビ系列 月曜19:30枠             | フジテレビ系列 月曜19:30枠                   | フジテレビ系列 月曜19:30枠                  |
| 前番組                                 | 番組名                                       | 次番組                                      |
| -------------------------------------- | -------------------------------------------- | ------------------------------------------- |
| カレン （1965年1月4日 - 1965年8月4日） | 歌え!一億 （1965年10月4日 - 1965年12月27日） | 快傑黒頭巾 （1966年1月10日 - 1966年2月7日） |